# Шанин, Марат Семёнович
Мара́т Семёнович Ша́нин (13 июля 1928 года, Пенза — 12 сентябре 2012 год, Саранск) — советский живописец, график, педагог. Член Союза художников СССР (1956), заслуженный деятель искусств МАССР (1970), народный художник Мордовии (1997).
В 1948 году окончил Пензенское художественное училище имени К. А. Савицкого, учился у И. С. Горюшкина-Сорокопудова. В 1954 году — графическое отделение Харьковского государственного художественного института (педагоги: И. А. Дайц, В. Ф. Мироненко). Работал в книжных издательствах Харькова, Ижевска, Пензы в 1949—1955 годах, до 1990 года сотрудничал с Мордовским книжным издательством. Преподавал и был директором в Саранском художественном училище (1977—1985).
Участник зональных, республиканских, всесоюзных и международных (в Польше и Швеции) выставок. Работы входят в собрания Мордовского республиканского музея изобразительных искусств им. С. Д. Эрьзи, Белорусского государственного художественного музея, Пензенской областной картинной галерее им. К. А. Савицкого, Харьковского художественного музея, Мордовском краеведческом музее им. И. Д. Воронина, частных коллекциях в России и за рубежом. 
Супруга — художница Любовь Сильвестровна Шанина (Трембачевская), сын — художник и педагог Владимир Маратович Шанин, внук — художник Илья Владимирович Шанин.

## Творчество
С 1953 года постоянный участник республиканских, региональных, Всероссийских, международных выставок. 
Экспонент выставок: региональных - «Российский Север-98» (Киров, 1998), «Большая Волга. Искусство республик Поволжья» (Саранск, 2004); международной - «Ялгат» (Саранск, 2007). 
Персональные выставки: Саранск, 1959, 1967, 1979, 1986, 1989, 1995,1997, 2007.

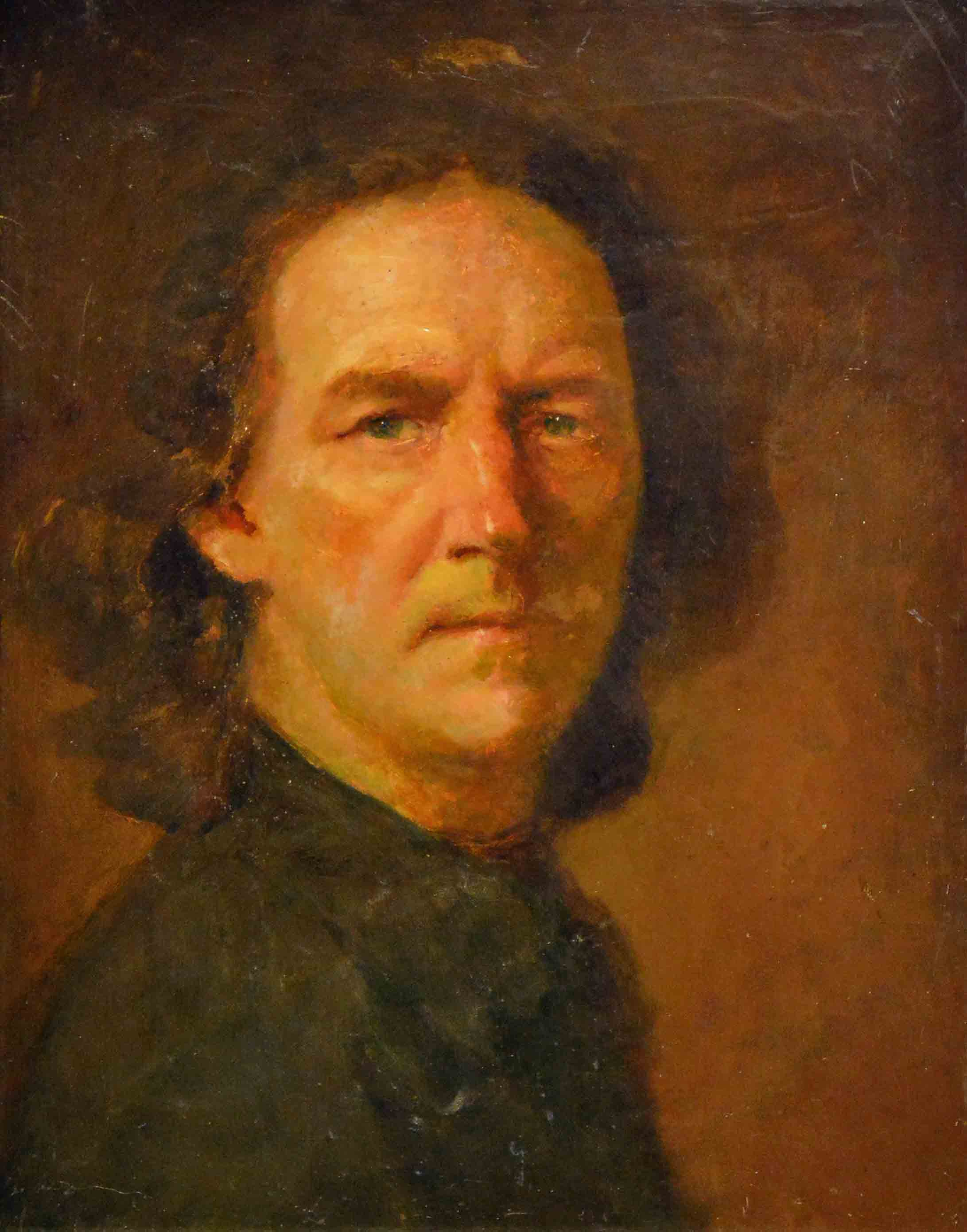
Автопортрет 1976г.
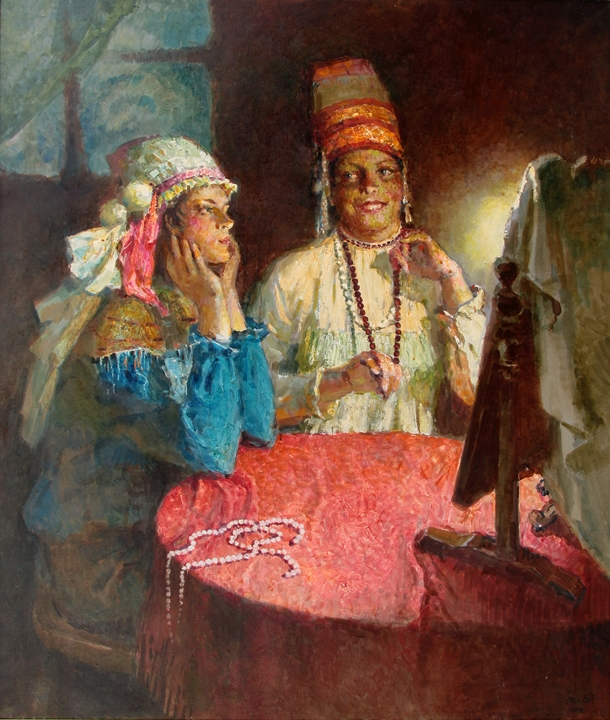
Святочные гадания 2005г.
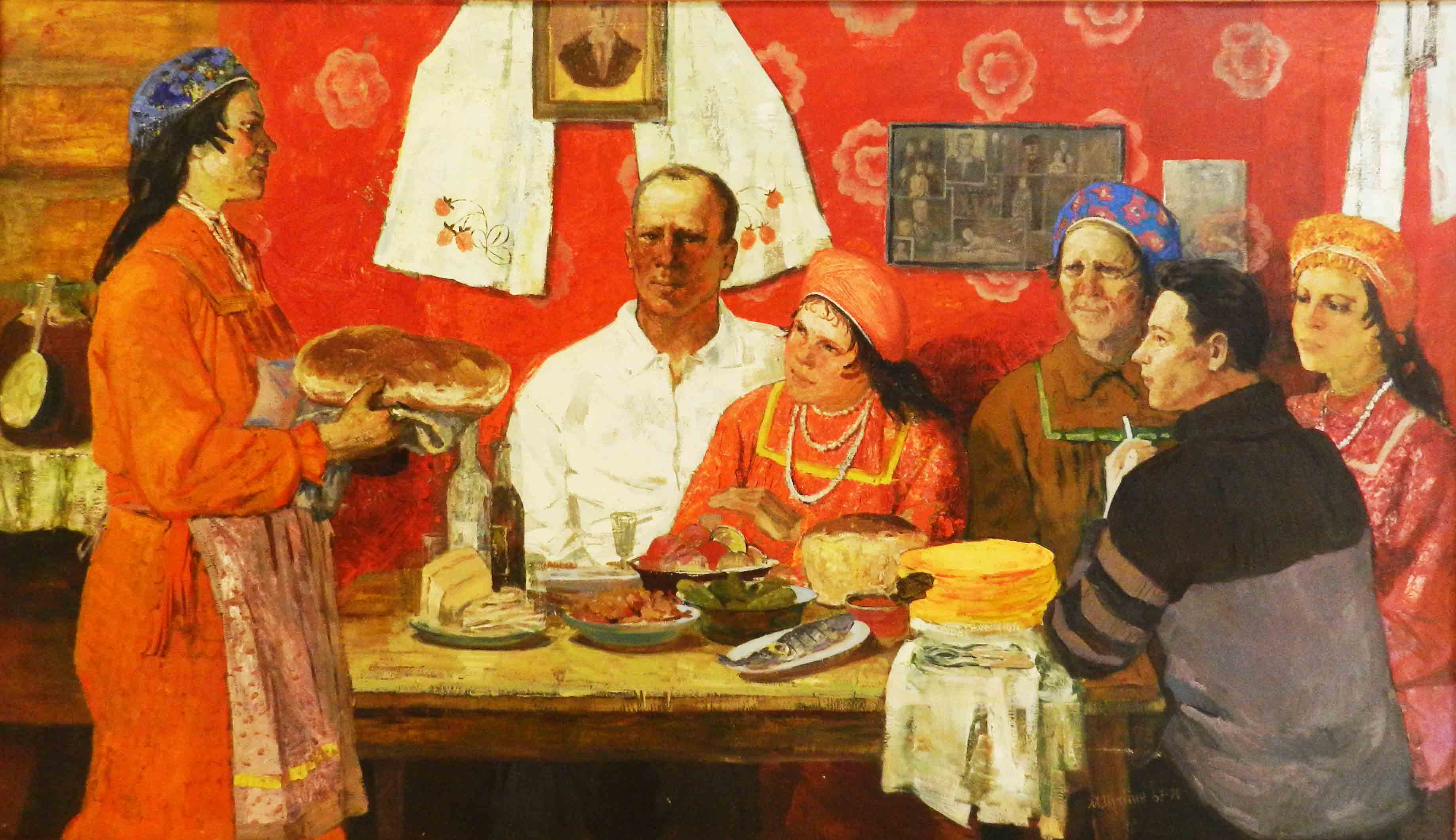
Сельский праздник 1971г.
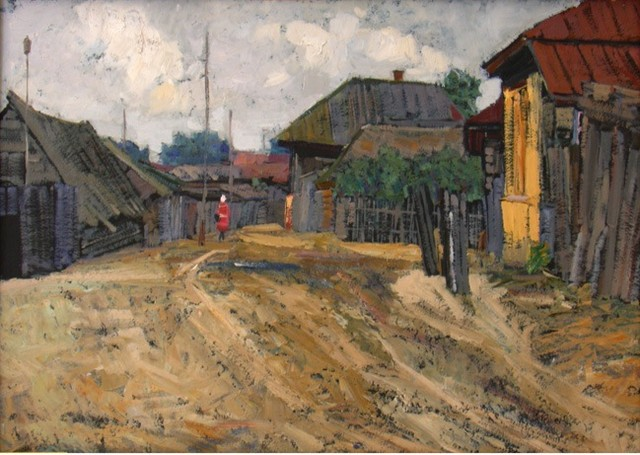
Старый Темников 1966г.
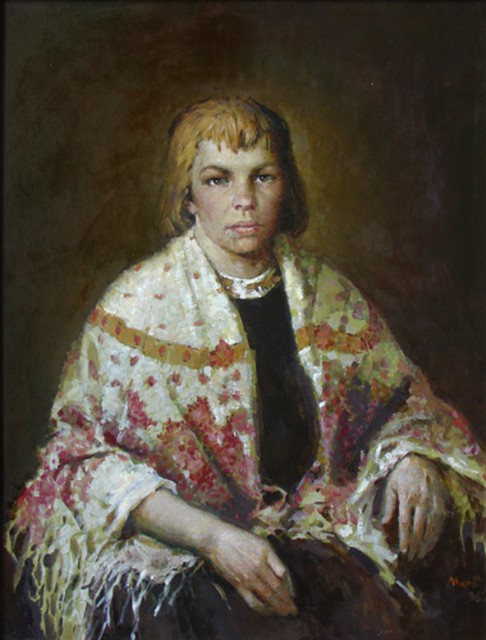
Портрет С.С. Лебедевой 1995г.
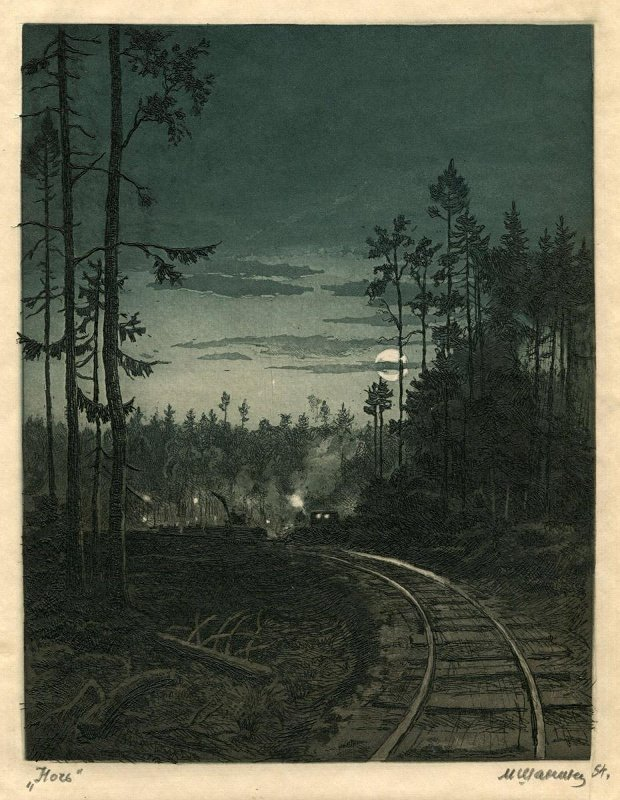
Ночь 1954г.
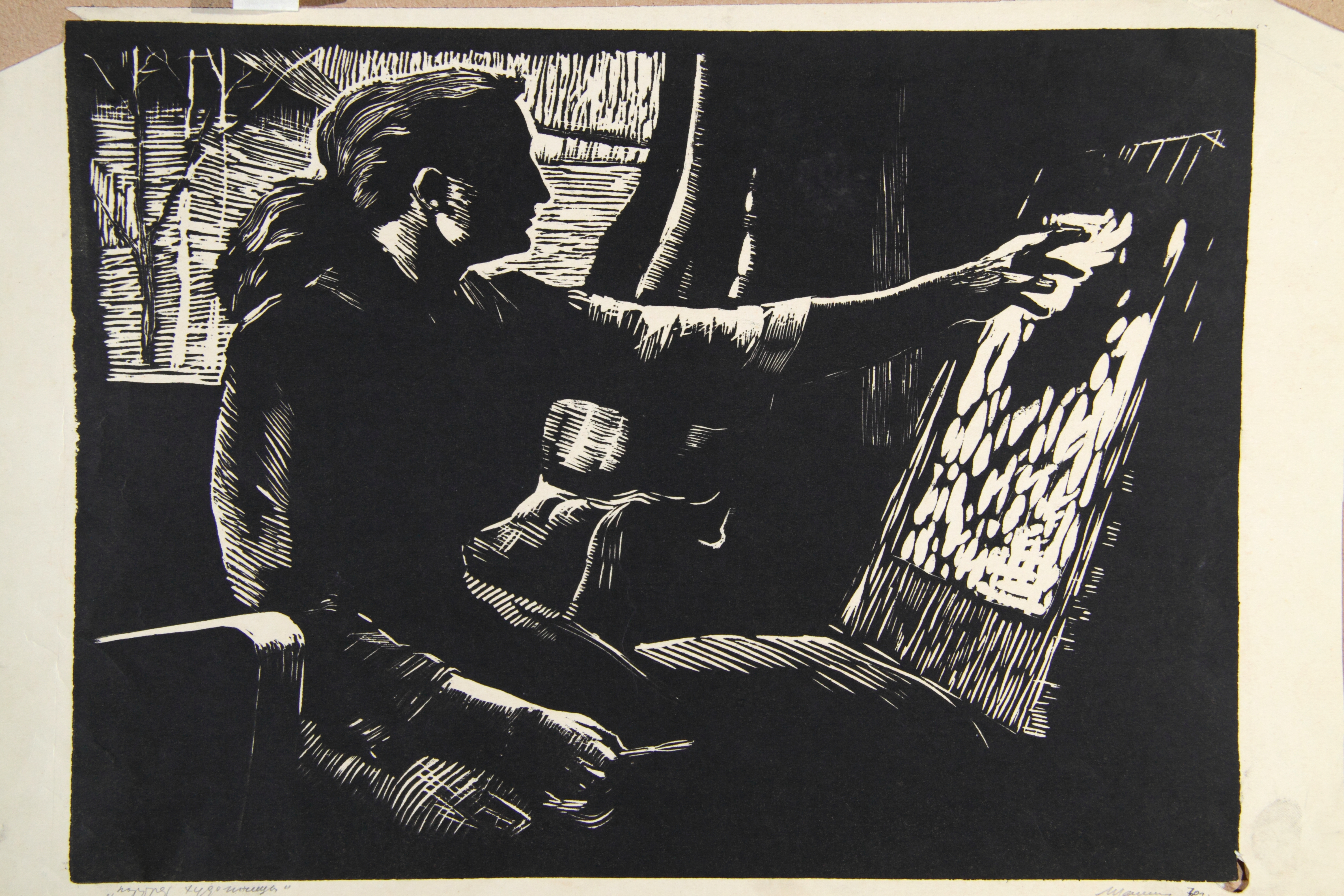
Портрет Л.С. Шаниной – Трембачевской 1984г.
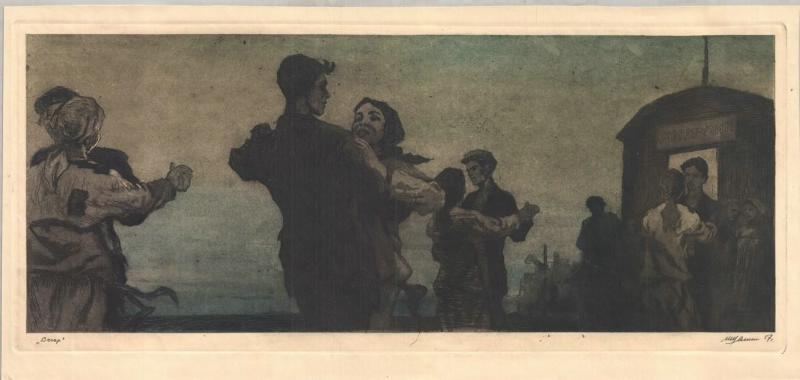
Вечер 1957г.
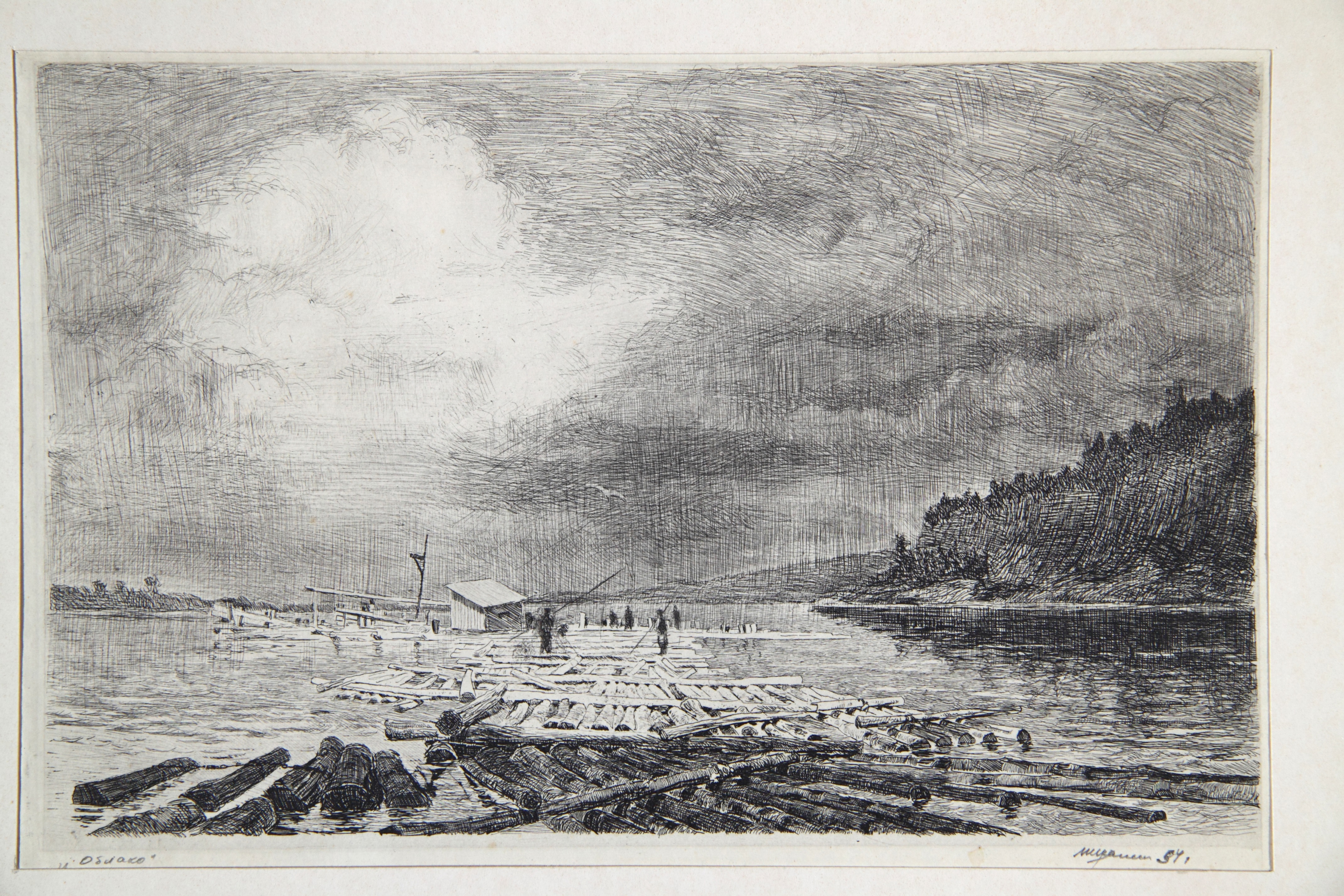
Облако 1954г. (из серии «На Каме»)
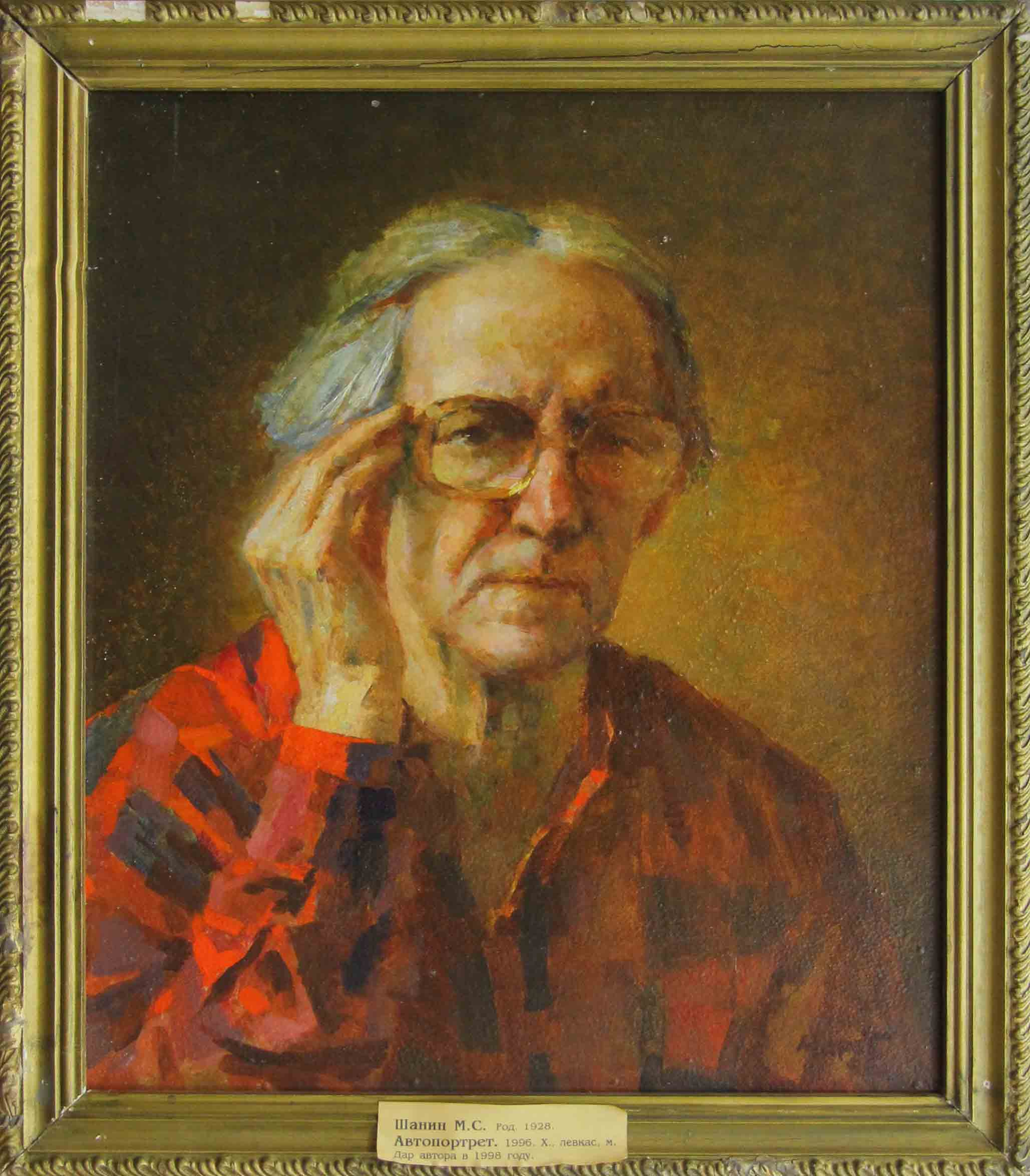
Автопортрет 1996г.